# Olecko
Pour la gmina, voir Olecko (gmina).
Olecko est une ville de Pologne, située dans la voïvodie de Varmie-Mazurie. Elle est le siège du powiat d'Olecko et de la commune (gmina) de Olecko.

## Histoire
La ville faisait partie, avant la Seconde Guerre mondiale, de la province de Prusse-Orientale et chef-lieu de l'arrondissement du même nom. Son nom allemand était Marggrabowa jusqu'en 1928, puis Treuburg (« ville fidèle ») de 1928 à 1945, les habitants ayant choisi de rester allemands.

## Jumelages
| Ville | Ville            | Pays | Pays        | Période                   |
| ----- | ---------------- | ---- | ----------- | ------------------------- |
|       | Chtchoutchyn     |      | Biélorussie | depuis 1993               |
|       | Commune de Jõhvi |      | Estonie     | depuis 2006               |
|       | Drohobytch       |      | Ukraine     | depuis le 12 janvier 2005 |
|       | Güssing          |      | Autriche    | depuis 2006               |
|       | Kazlų Rūda       |      | Lituanie    |                           |
|       | Lepe             |      | Espagne     |                           |
|       | Leverkusen       |      | Allemagne   |                           |
|       | Marly            |      | France      |                           |
|       | Valmiera         |      | Lettonie    |                           |
|       | Vilkaviškis      |      | Lituanie    | depuis 1996               |